# Goldene Himbeere/Himbeeren-Erlöser-Preis
Der Himbeeren-Erlöser-Preis (im Original englisch Razzie Redeemer Award) ist ein Filmpreis, der seit 2015 im Rahmen der Vergabe der Goldenen Himbeere verliehen wird. Im Gegensatz zu den übrigen „Auszeichnungen“ der Goldenen Himbeere ist dieser kein Negativpreis, sondern wird an Schauspieler oder Regisseure verliehen, die zuvor besonders durch den Erhalt von Himbeeren aufgefallen waren und inzwischen zu echten Preisen gekommen sind. Die Nominierten wurden vormals für mindestens eine Himbeere nominiert und haben inzwischen an einem sehr geschätzten und erfolgreichen Film mitgewirkt, vielleicht gar einen Oscar gewonnen. 

## Himbeeren-Erlöser-Preis 2015
Ausgezeichneter
Ben Affleck: vom Preisträger der Goldenen Himbeere für Liebe mit Risiko – Gigli zum Oscar-Liebling für die Regie von Argo und Gone Girl – Das perfekte Opfer
Nominierte
Jennifer Aniston: von der vielfachen Kandidatin für die Goldene Himbeere zur Nominierten für den Screen Actors Guild Award für die Leistung in Cake
Mike Myers: vom Preisträger der Goldenen Himbeere für Der Love Guru zum Regisseur des Dokumentarfilms Supermensch – Wer ist Shep Gordon?
Keanu Reeves: vom sechsfachen Kandidaten für die Goldene Himbeere zum kritisch vielbeachteten Film John Wick
Kristen Stewart: von der Preisträgerin der Goldenen Himbeere für die Twilight-Filmreihe zum künstlerisch anspruchsvollen Camp X-Ray

## Himbeeren-Erlöser-Preis 2016
Ausgezeichneter
Sylvester Stallone: Himbeere-Rekordhalter, jetzt mehrfach nominiert und ausgezeichnet für Creed – Rocky’s Legacy
Nominierte
Elizabeth Banks: Gewinnerin der Goldenen Himbeere für Movie 43, spielte 2015 in einigen erfolgreichen Produktionen mit
M. Night Shyamalan: Wiederholter Nominierter und Gewinner der Goldenen Himbeere, 2015 Regisseur von The Visit
Will Smith: Nach After Earth für seine Rolle in Erschütternde Wahrheit

## Himbeeren-Erlöser-Preis 2017
Ausgezeichneter
Mel Gibson: 2015 als Schlechtester Nebendarsteller in The Expendables 3 nominiert, jetzt mehrfach nominiert für die Beste Regie von Hacksaw Ridge – Die Entscheidung

## Himbeeren-Erlöser-Preis 2018
Nicht vergeben

## Himbeeren-Erlöser-Preis 2019
Ausgezeichneter
Melissa McCarthy: vom mehrfachen Himbeeren-Liebling zur Oscar-Nominierten für Can You Ever Forgive Me?
Nominierte
Peter Farrelly: vom Himbeeren-Gewinner für Movie 43 und weiterer schlechter Beispiele, wie Dumm und Dümmer, zum Regisseur und Co-Autor von Green Book – Eine besondere Freundschaft
Tyler Perry: wurde mehrfach für eine Himbeere nominiert und gewann sie für seine Comedyfigur Madea, nun Oscar-Favorit als Colin Powell in Vice – Der zweite Mann
Die Transformers-Filmreihe: von einem Haufen metallener Transformers zum unschuldigeren und liebenswerten Ansatz in Bumblebee
Sony Pictures Animation: vom mehrfachen Himbeeren-Gewinner Emoji – Der Film zum von Kritikern und dem Publikum hochgelobten Spider-Man: A New Universe

## Himbeeren-Erlöser-Preis 2020
Ausgezeichneter
Eddie Murphy: vom schlechtesten Schauspieler des Jahrzehnts bei der Verleihung 2010 zu Dolemite Is My Name
Nominierte
Jennifer Lopez: von zehn Nominierungen und zwei Gewinnen der Himbeere zu Hustlers
Keanu Reeves: von sechs Himbeer-Nominierungen zu John Wick: Kapitel 3 und A Toy Story: Alles hört auf kein Kommando
Adam Sandler: vom zehnfachen Himbeeren-Gewinner zu Der schwarze Diamant
Will Smith: vom vierfachen Himbeeren-Gewinner zu Aladdin

## Himbeeren-Erlöser-Preis 2022
Ausgezeichneter
Will Smith: vom vierfachen Himbeeren-Gewinner zu King Richard
Nominierte
Jamie Dornan: von der Fifty Shades-Trilogie zu Belfast
Nicolas Cage: von neun Himbeer-Nominierungen zu Pig

## Himbeeren-Erlöser-Preis 2023
Ausgezeichneter
Colin Farrell: von Alexander zu The Banshees of Inisherin
Nominierte
Val Kilmer: von DNA – Die Insel des Dr. Moreau zu Val
Mark Wahlberg: von Transformers: Ära des Untergangs zu Father Stu

## Himbeeren-Erlöser-Preis 2024
Ausgezeichneter
Fran Drescher: von Mein Liebling, der Tyrann zur SAG-AFTRA-Präsidentin

## Himbeeren-Erlöser-Preis 2025
Ausgezeichneter
Pamela Anderson: von Barb Wire zu The Last Showgirl
Nominierte
Demi Moore: von neun Nominierungen und vier Gewinnen der Himbeere zu The Substance
Megan Fox: von neun Nominierungen und drei Gewinnen der Himbeere zu Subservience